# Jaan Tallinn
Jaan Tallinn, född 14 februari 1972 i Tallinn, är en estnisk programmerare, investerare och fysiker som deltog i utvecklingen av Skype år 2002 och FastTrack/Kazaa år 2000. Tallinn avlade examen inom teoretisk fysik från Tartu universitet 1996. Han är även medgrundare till Centre for the Study of Existential Risk och Future of Life Institute.